# Ptolemaia
Ptolemaia est une fête dans le royaume lagide.

## Histoire
Les Ptolemaia sont instaurées en 280 avant notre ère sous la forme d'un concours isolympique par Ptolémée II, après la mort de son père, qui se tient tous les quatre ans. Des invitations sont lancées à toutes les cités grecques à cet effet.
Les Ptolemaia sont instituées sur le modèle des Jeux olympiques.
Ptolémée II Philadelphe a fait donner des Ptolemaia en 271-270 avant notre ère, avec sacrifices et un jour de concours (athlétique, musical et hippique) suivi de deux banquets (à l'élite et à la population), le tout pour honorer ses parents et fêter la victoire contre l'ennemi séleucide.

## Description
Le détail est retranscrit par Athénée.

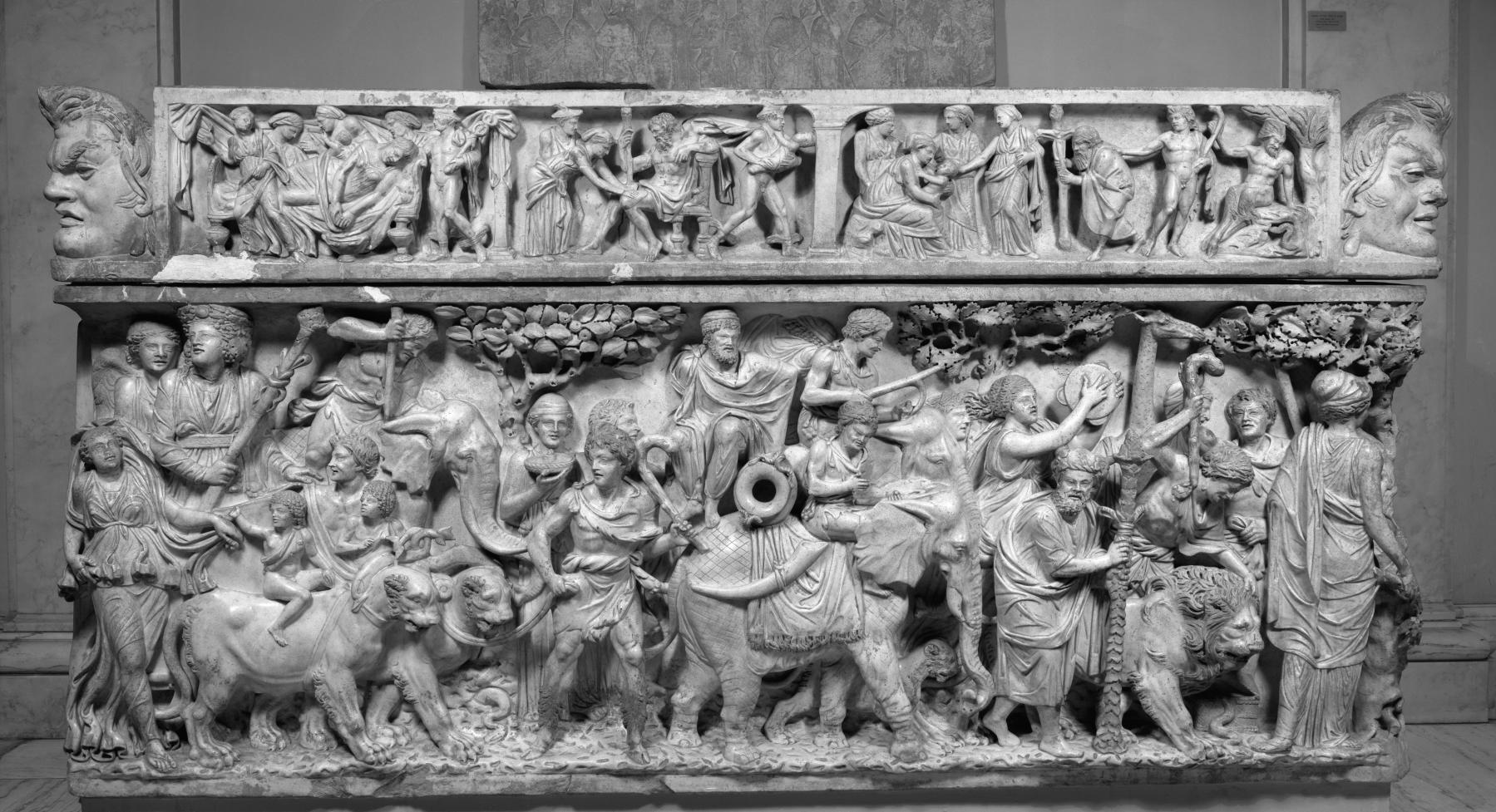
Triomphe de Dionysos ; sarcophage de 190 de notre ère. (Égypte) au Walters Art Museum, tel que décrit comme partie de la fête des Ptolemaia.

Ainsi Callixène de Rhodes s'émerveille au cirque d'Alexandrie de 

« vingt-quatre quadriges tirés par des éléphants, soixante biges tirés par des chèvres, douze par des antilopes, sept par des oryx, quinze par des buffles, huit par des autruches, sept par des ânes-cerfs, quatre par des onagres, et quatre quadriges tirés par des chevaux. (…) Des chameaux portaient cent-cinquante kilogrammes d’encens, cent-cinquante kilogrammes de myrrhe, cent kilogrammes de safran, de la cannelle et d’autres épices. (…) Des Éthiopiens portaient des présents, six cents défenses d’éléphants et deux mille troncs d’ébène. (…) Puis venaient cent cinquante hommes portant des arbres auxquels on avait suspendu des cages contenant de nombreux perroquets, paons, pintades, faisans et d’autres oiseaux éthiopiens... »

## Analyse
Cette fête revêt un aspect propagandiste pour le pouvoir en place ainsi qu'un aspect ritualiste dionysiaque.